# Alchemilla rubristipula
Alchemilla rubristipula é uma espécie de rosácea do gênero Alchemilla, pertencente à família Rosaceae.